# Liber (cràter)
Liber és un cràter sobre la superfície del planeta nan Ceres, situat amb el sistema de coordenades planetocèntriques a 43.87 ° de latitud nord i 39.47 ° de longitud est. Fa un diàmetre de 23 km. El nom va ser fet oficial per la UAI el 21 de setembre del 2015 i fa referència a Líber, déu de l'agricultura de la mitologia romana.